# Rabiʿ ath-thani
Le mois de Rabiʿ ath-thani (en arabe : رَبِيعُ ٱلثَّانِي, Rabīʿ ath-Thānī), également connu sous le nom de Rabiʿ al-Akhir (en arabe : رَبِيعُ ٱلْآخِر, Rabīʿ al-ʾāxir), est le quatrième mois du calendrier hégirien.
À l'époque de l'Empire ottoman, le nom de ce mois en turc ottoman était Rèbi' ul-aher, avec l'abréviation turque Rè, ou Reb.-ul-Akh. Dans les langues indo-européennes.[Quoi ?] En turc moderne, il s'écrit Rebiülahir ou Rebiülsani.

## Fonctionnement

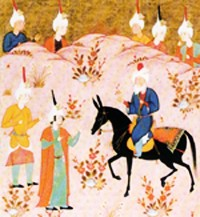
Miniature représentant Ibn Arabi, philosophe musulman dont la mort est fêté le 28 ou 29 rabiʿ ath-thani

Le calendrier hégirien est un calendrier lunaire. Les mois commencent lorsque le premier croissant d'une nouvelle lune apparait. L'année civile lunaire islamique est plus courte de 11 à 12 jours que l'année tropique, le début de rabiʿ ath-thani change donc au fil des saisons. Les dates de début et de fin estimées pour le mois de rabiʿ ath-thani sont les suivantes (basées sur le calendrier Umm al-Qura d'Arabie saoudite) :
| Année de l'Hégire | début            | fin              |
| ----------------- | ---------------- | ---------------- |
| 1442              | 16 novembre 2020 | 15 decembre 2020 |
| 1443              | 6 novembre 2021  | 4 decembre 2021  |
| 1444              | 26 octobre 2022  | 24 novembre 2022 |
| 1445              | 16 octobre 2023  | 14 novembre 2023 |
| 1446              | 4 octobre 2024   | 2 novembre 2024  |

## Fêtes islamique
- Le 8 ou 10, naissance du onzième Imam, Hasan al-Askari.
- Le 10 ou 12, mort de Fatima al-Maasouma.
- Le 11, mort d'Abd al Qadir al-Jilani, grand saint soufi.
- Le 15, mort de Habib Abu Bakr al-Haddad.
- Le 27, mort d'Ahmad Sirhindi (en).
- Le 28 ou 29, mort d'Ibn Arabi, grand philosophe du Wahdat al-wujud et innommés à Damas.